# Hanne Hvidtfeldt Christiansen
Hanne Hvidtfeldt Christiansen (* 28. März 1965) ist eine dänische Geographin. Sie ist Professorin für physikalische Geographie, stellvertretende Lehrdekanin und zudem Abteilungsleiterin am University Centre in Svalbard (UNIS).

## Leben
Christiansen war von 2002 bis 2003 als Postdoktorandin in der Abteilung für Geowissenschaften an der Universität Oslo tätig. Später wurde sie zur Professorin am UNIS auf Spitzbergen berufen. Im Jahr 2018 wurde sie zur stellvertretenden Lehrdekanin am UNIS ernannt. Sie ist seit Juni 2016 Präsidentin der International Permafrost Association.

## Wirken
Christiansens Arbeit befasst sich häufig mit Permafrostböden. So nahm sie an umfangreichen Expeditionen auf sowohl Grönland als auch Spitzbergen teil, um die Gefahren für das Erdklima durch das Auftauen dieser Böden zu untersuchen. In einer aufsehenerregenden Studie zu Permafrostböden aus dem Jahr 2019, an der Christiansen beteiligt war, konnte gezeigt werden, dass durch den Klimawandel Tausende Jahre altes Eis in den Böden der weltweiten Kälteregionen an vielen Stellen deutlich schneller als erwartet taut, wodurch große Mengen an Treibhausgasen aus den Böden freigesetzt werden und dies wiederum zu einer massiven Beschleunigung des Klimawandels führt. Hierdurch wurde ein bedeutender Beleg für die Kippelemente im Erdsystem geliefert.

## Veröffentlichungen (Auswahl)
- Hanne H. Christiansen: Windpolished boulders and bedrock in the Scottish Highlands: evidence and implications of Late Devensian wind activity. In: Boreas. Band 33, Nr. 1, 2004, S. 82–94, doi:10.1111/j.1502-3885.2004.tb00998.x
- Bo Elberling, Hanne H. Christiansen, Birger U. Hansen: High nitrous oxide production from thawing permafrost. In: Nature Geoscience Letters. 2010, doi:10.1038/ngeo803
- Boris K. Biskaborn, Hanne H. Christiansen et al.: Permafrost is warming at a global scale. In: Nature Communications. Band 10, Nr. 264, 2019, doi:10.1038/s41467-018-08240-4